# 井口貞夫
井口 貞夫（いぐち さだお、1899年10月18日 - 1980年5月27日）は、日本の外交官。外務事務次官や在アメリカ合衆国特命全権大使を務めた。1969年勲一等瑞宝章。1980年正三位。

## 来歴・人物
和歌山県生まれ。旧制徳義中学校、旧制和歌山中学校（のち和歌山県立桐蔭高等学校）を経て、旧制東京商科大学（一橋大学の前身）入学。
1921年に高等試験外交科試験合格し、1922年大学を中退し外務省入省。入省同期や前後期に田尻愛義、安東義良、西村熊雄らがいる。オックスフォード大学留学等を経て、1940年在アメリカ合衆国日本大使館一等書記官、1941年同大使館参事官、1942年太平洋戦争開戦に伴い交換船で帰国。
情報局情報官を経て、1943年情報局第三部長。1945年終戦連絡中央事務局総務部長、1946年終戦連絡中央事務局政治部長兼務。同年から1950年まで公職追放、1951年1月外務事務次官就任、1952年5月初代在カナダ特命全権大使、1954年1月から1956年8月まで在アメリカ合衆国特命全権大使、1957年日本電波塔（東京タワー）副社長、1959年4月在中華民国（台湾）特命全権大使。1963年退官。1973年財団法人交流協会（現・公益財団法人日本台湾交流協会）設立発起人。墓所は横浜外国人墓地。

### 「帝国政府ノ対米通牒覚書」遅延問題
戦後、駐米大使館の怠慢で、太平洋戦争開戦時に外務省からの文書「帝国政府ノ対米通牒覚書」を英語に翻訳・浄書・手交するのが遅れたとされる遅延問題について、井口が勤務していた駐米大使館に落ち度があったとの指摘を受け、館務統括者としての責任を問われている。

## 親族
- 妻は外交官で外務大臣や駐中華民国大使などを務めた芳沢謙吉の娘。芳沢謙吉は五・一五事件で暗殺された犬養毅の娘婿なので、井口は犬養の孫と結婚したことになる。
- 外務省官房審議官、駐ニュージーランド大使を務めた井口武夫は子で、武夫の妻・捷子は元日本郵船社長浅尾新甫の長女。なお井口武夫は、外務省退職後に東海大学教授、尚美学園大学教授を歴任し、『開戦神話 対米通告を遅らせたのは誰か』（中央公論新社、2008年、中公文庫、2011年）で、「帝国政府ノ対米通牒覚書」[5]遅延問題について父親の勤務していたワシントンの日本大使館に落ち度はなく、遅れは全て本省と軍部が責任を負うべきものであったとの主張を行なっている。
- 孫の井口治夫は名古屋大学教授（近代日本政治外交史）。
- 外務事務次官や侍従長を務めた川島裕や、数学者で桜美林大学教授の芳沢光雄は甥。
- 国連難民高等弁務官や国際協力機構理事長を務めた緒方貞子は妻の姪。